# Autogás
Se denomina autogás al gas licuado del petróleo o GLP cuando se utiliza como combustible para vehículos a motor de combustión interna. En España el gas licuado de petróleo para automoción recibe los nombres de AutoGas, Gasauto o simplemente GLP, mientras que a nivel internacional se conoce como LPG (Liquefied Petroleum Gas). 
El autogás es el combustible alternativo más utilizado debido a sus reducidas emisiones de dióxido de carbono, en torno a un 35% inferiores a las del gasóleo.
En la actualidad, gran cantidad de vehículos destinados al transporte público (autobuses y taxis principalmente) funcionan con autogás, aunque también están a la venta vehículos personales capaces de funcionar tanto con autogás como con gasolina. Es posible incluso adaptar un vehículo de gasolina para funcionar con autogás. 

El autogás es una mezcla de butano y propano y se usa como carburante para los vehículos.  

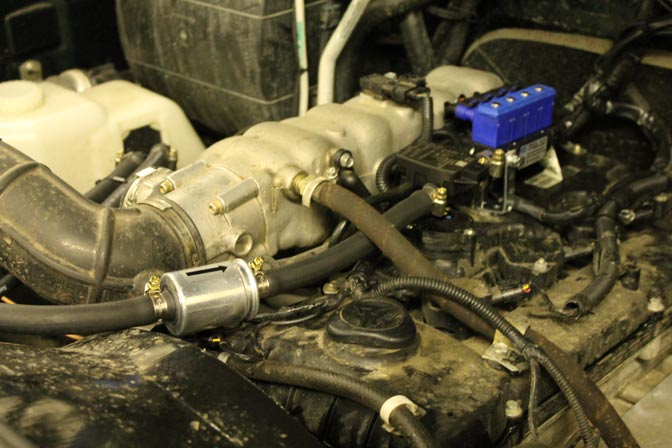
Motor ZMZ-409.10 de UAZ Patriot que funciona a gasolina y autogás.

En Argentina, Autogas es una empresa, con más de tres décadas de existencia, que comercializa GLP (gas licuado de petróleo) para los segmentos de industria, agricultura, hogar y servicios. Sus productos se dividen en gas a granel, gas envasado y gas para autoelevadores.

## Fugas de gas
Los escapes de un gas inflamable fuera de la estructura que lo contiene son peligrosos, pues ese gas podría producir una grave deflagración al entrar en contacto con una llama.

## Beneficios del Autogas
El autogás es un tipo de carburante que tiene numerosos beneficios, tanto para el usuario del vehículo como para el medio ambiente. Este es uno de los principales motivos por el que cada vez más empresas están apostando por convertir todas sus flotas a GLP. Se considera como la alternativa al combustible tradicional más utilizada a nivel mundial. Además, supone un enorme ahorro económico y en combustible, por los que los beneficios son mayores. Convertir un coche a autogás permite ahorrar entre el 40 y el 45% en combustible. Además, se desgastan otro tipo de elementos, como el aceite y los filtros. Estos deberán revisarse y cambiarse con menos frecuencia. También aumenta el rendimiento del vehículo. 
Otro punto positivo que tiene el GLP es que es un «combustible limpio», es decir, tiene menos impurezas. Esto permite alargar la vida del motor y de otros componentes del vehículo. Gracias al autogás el vehículo tendrá menos averías y un mantenimiento menor. Entre los beneficios encontramos que permite realizar más kilómetros con cada repostaje, ya que se implica la instalación de un depósito adicional de combustible. 
La transformación a autogás hace que el vehículo obtenga directamente la etiqueta ECO. Esto se debe a que los coches con GLP emiten muchos menos gases contaminantes a la atmósfera. Se pueden transformar a autogas todos los vehículos de motor diésel y la mayoría de coches con motor gasolina. Esta conversión requiere de un kit homologado que debe instalarse en el vehículo. Cuando ya se ha instalado el kit GLP, es necesario realizar cada 30.000 km un cambio de filtros.